# Дарвилл, Мишель
Мишель Дениз Дарвилл (англ. Michelle Denise Darvill; род. 21 августа 1965, Торонто) — канадская и немецкая гребчиха, выступавшая за сборные Канады и Германии по академической гребле на всём протяжении 1990-х годов. Трёхкратная чемпионка мира, победительница и призёрка этапов Кубка мира, участница летних Олимпийских игр в Атланте. Также известна как тренер по академической гребле.

## Биография
Мишель Дарвилл родилась 21 августа 1965 года в городе Торонто провинции Онтарио, Канада.
Детство провела в Миссиссоге. Начинала свой спортивный путь в плавании, но во время учёбы в университете перешла в академическую греблю.
Впервые заявила о себе в гребле на взрослом международном уровне в сезоне 1991 года, когда вошла в основной состав канадской национальной сборной и выступила на чемпионате мира в Вене, где в зачёте парных двоек лёгкого веса заняла итоговое четвёртое место.
В 1992 году в той же дисциплине стала серебряной призёркой на домашнем мировом первенстве в Монреале, уступив на финише только экипажу из Германии.
В 1993 году в лёгких одиночках одержала победу на чемпионате мира в Рачице.
В 1994 году дебютировала в Кубке мира, став двенадцатой в одиночках на этапе в Дуйсбурге, и в лёгких одиночках стала пятой на мировом первенстве в Индианаполисе.
Имея двойное гражданство Канады и Германии, с 1995 года Дарвилл проходила подготовку в гребном клубе из Ганновера и решила представлять на международных соревнованиях немецкую национальную сборную. В частности, в этом сезоне в составе немецкой команды она побывала на чемпионате мира в Тампере, откуда привезла награду бронзового достоинства, выигранную в лёгких парных двойках — в решающем финальном заезде пропустила вперёд только команды из Канады и Дании.
Благодаря череде удачных выступлений удостоилась права защищать честь страны на летних Олимпийских играх 1996 года в Атланте. В программе парных двоек лёгкого веса вместе с напарницей Рут Капс сумела квалифицироваться лишь в утешительный финал B и расположилась в итоговом протоколе соревнований на восьмой строке.
После атлантской Олимпиады Дарвилл осталась в составе гребной команды Германии на ещё один олимпийский цикл и продолжила принимать участие в крупнейших международных регатах. Так, в 1997 году в лёгких парных двойках она выиграла серебряные медали на этапах Кубка мира в Мюнхене, Париже и Люцерне, а также победила на чемпионате мира в Эгбелете.
В 1998 году в той же дисциплине стала четвёртой и седьмой на этапах Кубка мира в Хазевинкеле и Люцерне соответственно.
В 2000 году в парных четвёрках лёгкого веса победила на этапе Кубка мира в Люцерне и на мировом первенстве в Загребе, став таким образом трёхкратной чемпионкой мира по академической гребле.
Впоследствии занималась тренерской деятельностью, в 2009 году в качестве главного тренера возглавила женскую молодёжную сборную Канады по гребле.